# Panhard & Levassor CS

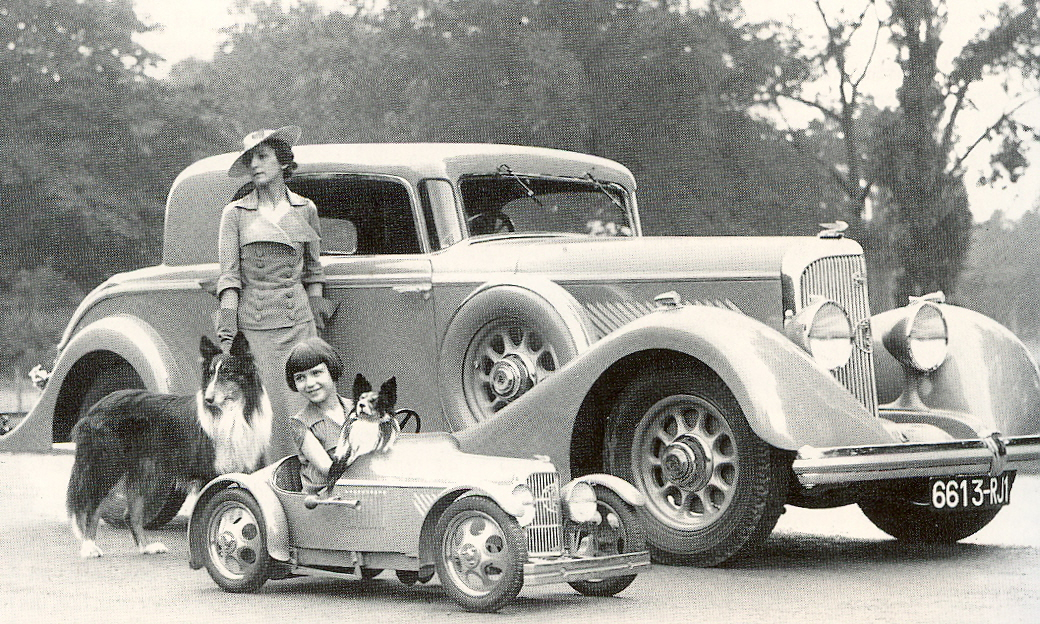
Panhard & Levassor 6CS RL-N Coupé X72 BELKA von Mme. Kow (1934)

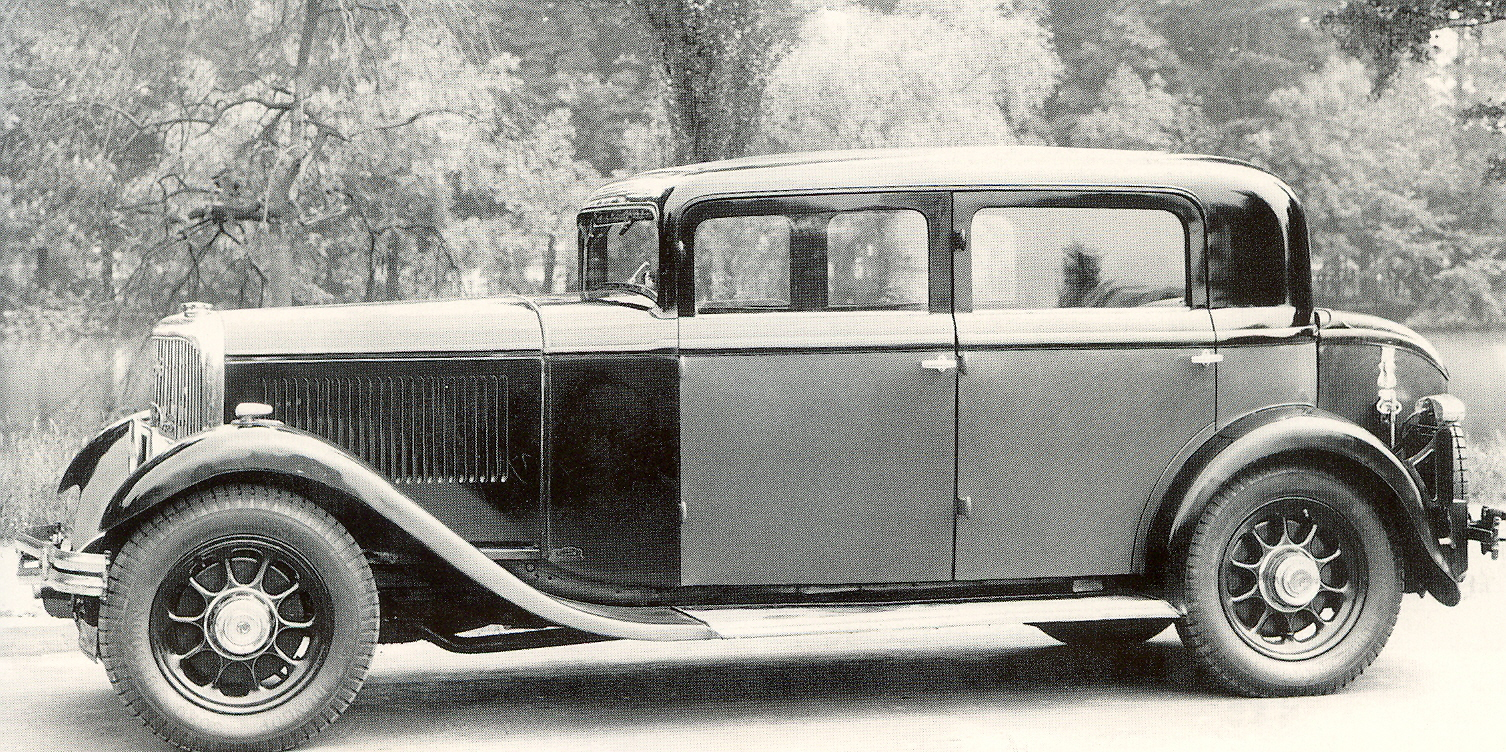
Panhard & Levassor 6CS Limousine X68 YERAN (1931)

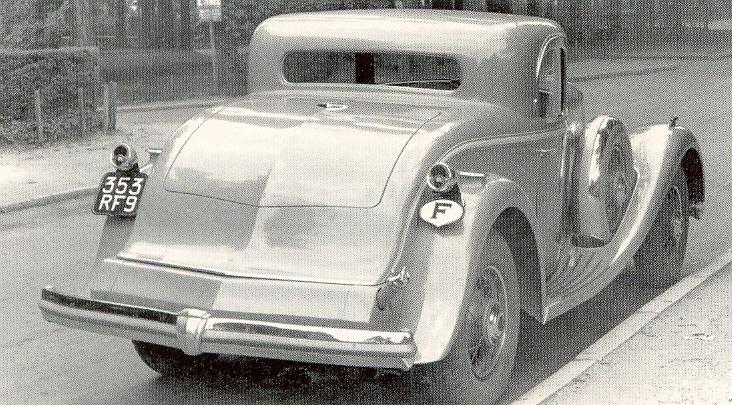
Panhard & Levassor 6CS RL2 Coupé X72 CERAK (1933)

Der Panhard & Levassor CS ist ein Pkw-Modell, das der französische Automobilhersteller Panhard & Levassor 1930 als kleinere Version des Modells DS herausbrachte. Der Buchstabe S steht hierbei für das französische Wort „surbaissé“, das einen Rahmen bezeichnet, der zwischen den Achsen abgesenkt ist, um eine geringere Fahrzeugbauhöhe zu erreichen (Niederrahmen).

## Beschreibung
Das zuerst gefertigte Modell 6 CS hatte einen schiebergesteuerten 6-Zylinder-Reihenmotor mit 2344 cm³ Hubraum, entsprechend 13 CV. Es gab eine viersitzige Limousine mit kurzem Innenraum und hinten angefügtem Gepäckraum (Berline), sowie verschiedene Coupé- und Cabrioletversionen. Von der größeren DS unterscheidet man das Modell CS durch die tiefer gesetzten Scheinwerfer. Bis zur Ablösung durch das Folgemodell 1932 wurden 1028 Exemplare hergestellt.
Parallel gab es einen 6 CS Spécial, dessen Motor einen geringfügig größeren Hubraum von 2516 cm³ (14 CV) besaß. Diese Version wurde bis 1933 1310 mal gebaut.
1932 wurde der 6 CS durch den 6 CS RL ersetzt, dessen Motor – wie der des bisherigen Spécial – über 2516 cm³ Hubraum (14 CV) verfügte. RL steht hierbei für „roue libre“ und bezeichnet einen Freilauf. Eine Langversion erschien unter der Bezeichnung 6 CS RL2. Ab 1935 hieß der Wagen einfach CS. Bis zur Einstellung des Modells 1936 brachte er es auf 2173 Exemplare.
1934 wurden die Karosserien überarbeitet: Die als große Verbesserung angekündigten „Panoramique“-Versionen hatten dreiteilige Frontscheiben, die neben der nun schmäleren Hauptscheibe zwei kleine Scheiben im Bereich der A-Säulen besaßen. Sie führten die Zusatzbezeichnung RL-N.
Im gleichen Jahr ersetzte der CS Spécial den 6 CS Spécial. Er hatte einen nochmals vergrößerten Motor von 2861 cm³ Hubraum (16 CV). Dieses Modell wurde bis 1938 in 1535 Exemplaren gebaut.
Ab 1936 ersetzte der Panhard & Levassor Dynamic 130 / 140 die CS-Baureihe.
Die internen Codes lauteten Type X68, Type X69, Type X72 und Type X73.